# Йоганн Крістіан Бах
Йоганн Крістіан Бах (нім. Johann Christian Bach; 5 вересня 1735 Лейпциг — 1 січня 1782 Лондон) — німецький композитор, представник бароко і рококо. Одинадцятий і наймолодший з синів Йоганна Себастьяна Баха.

## Біографія
Народився у Лейпцигу, його матір'ю була друга дружина Йоганна Себастьяна — Анна Магдалена. Йоганн Себастьян був першим вчителем Йоганна Крістіана, а після смерті батька йому викладачем став зведений брат, Карл Філіп Емануель.
У 1754 році Йоганн Крістіан Бах їде до Італії, де він навчався під керівництвом падре Мартіні. З 1760 року жив у Мілані при дворі князя Агостіно Літта, потім працював у соборі як органіст. У цей час він перейшов з лютеранства у католицизм. У 1762 році він виїхав до Лондона, де він проводить решту свого життя. З цієї причини, він відомий як Бах міланський або лондонський. В Лондоні І.К. Бах організував серію «Бах-Абель концертів» сумісно з колишнім учнем Й.С. Баха — К.Ф. Абелем, які мали значний успіх. 
У 1766 році зустрів співачку (сопрано) Сесілію Грассі, на якій незабаром одружився. Попри те, що вона була на 11 років молодше, дітей у них не було. Помер у Лондоні.

## Творчість
У творчості І.К. Баха переважають світські жанри. В оперній творчості стояв на позиціях італійської опери і в епоху «війни ґлюкістів і піччінністів» був радше на боці піччінністів, дописавши ряд вставних номерів у «Орфея» Глюка, яка з дописаними І.К. Бахом номерами в 1769-73 роках ставилась в Лондоні. 
У своїх оркестрових творах — увертюрах і симфоніях — Йоганн Крістіан стояв на передкласичних позиціях. Побудову циклу зазвичай вирішував «неаполітанською» схемою: швидко — повільно — швидко, причому крайні частини писав відповідно у формі сонатного алегро і в рондо. Найзначнішим внесок Йоганна Крістіана був у розвиток концерту. Зокрема він є автором ряду «концертних симфоній», які займають перехідне положення між concerto grosso і сольним концертом зрілого класицизму. Також саме в творчості І.К. Баха сформувався клавірний концерт з подвійною експозицією в 1 частині.
Спадщина І.К. Баха включає:
- 11 італійських опер, в т. ч. Фемістокл (1772, Мангейм),
- французької опера — «Амадіс де Голь» (1779, Париж);
- близько 10 пастиччо;
- окремі арії і кантати (головним чином італійські);
- близько 50 симфоній, 13 увертюр, 31 симфонія-концерт;
- 37 концертів для фортепіано та інших інструментів;
- інструментальні ансамблі;
- сонати для фортепіано, для скрипки і фортепіано;
- духовні твори.